# Марса-Мурах
Марса́-Мурах́ — бухта, розташована в західній частині затоки Акаба Червоного моря. Розташована в межах Єгипту.